# علی بن هشام
علی بن هشام یکی از درباریان و فرماندهان نظامی عصر مأمون عباسی بوده‌است که علاوه بر اتهام قتل علی بن موسی الرضا، فرمانده نظامی سرکوب قیام مردم قم بود.

## نام و منصب
علی بن هشام بن فرخسروا المروزی است که به ابوالحسن یا ابوالحسین کنیه داشته‌است. وی از خدمتکاران و ندیمان دربار مأمون عباسی بود. از وی شعرهایی نقل شده‌است که نشانه طبع شاعری اوست. ابوالفرج اصفهانی، نامه‌ای از او را گزارش کرده‌است که در درخواستی از مأمون نگارش یافته‌است. در این نامه که همه‌اش به شعر است، وی درخواست رهایی از زندان خویش را از مأمون خواستار بوده‌است.

## سرگذشت
وی یکی از متهمان به مسموم ساختن و در نتیجه قتل علی بن موسی الرضا شناخته می‌شود. آورده‌اند که وی اناری را مسموم ساخت و آن را برای علی بن موسی الرضا فرستاد و سبب مرگ علی بن موسی الرضا را فراهم کرد. در دوران هارون، شهر قم استقلال پیدا کرد و با توجه چند تن از بزرگان شیعه در قم، اکثریت جمعیت شهر به تشیع گرایش پیدا کردند. پس از کشته شدن علی بن موسی الرضا در خراسان، مردم قم این اقدام را توطئه مأمون دانستند و علیه حکومت، قیامی به راه انداختند. آنان از دادن مالیات به حکوت عباسی، ممانعت کردند. علی بن هشام، توسط مأمون مأمور شد تا به قم لشکرکشی کند و خراج را از آنها بستاند. علی بن هشام با کشتن برخی از سران قیام همچون یحیی بن عمران؛ قیام را در هم شکست و دژهای قم را تخریب کرد. سرانجام علی بن هشام به بغداد و به نزد مأمون که برای دفاع از خلافتش به بغداد عزیمت کرده بود، رهسپار شد.

## مرگ
مأمون پس از خشم گرفتن بر او، او را محکوم به اعدام کرد. این واقعه به سال ۲۱۷ ه‍.ق و در ماه جمادی‌الاولی صورت گرفته‌است.